# Breakthrough Prize in Mathematics
O Breakthrough Prize in Mathematics é um prêmio em matemática concedido desde 2014 (para o ano 2015). É o terceiro de uma série de premiações científicas da Breakthrough Prize Foundation, em sequência ao Breakthrough Prize in Life Sciences e ao Fundamental Physics Prize. O prêmio destina a cada laureado 3 milhões de dólares. No primeiro ano foram reconhecidos cinco matemáticos, e a partir de 2015 (para o ano 2016) é previsto ser laureado anualmente um único matemático.
Desde o segundo prêmio é concedido adicionalmente para até três jovens cientistas o New Horizons in Mathematics Prize, cada um dotado com 100.000 dólares.

## Laureados
| Ano  | N.º | Imagem | Nome              | País           | Citação |
| ---- | --- | ------ | ----------------- | -------------- | --- |
| 2015 | 1   |        | Simon Donaldson   | Inglaterra     | "Pelos novos e revolucionários invariantes de variedades 4-dimensionais e pelo estudo da relação entre estabilidade em geometria algébrica e geometria diferencial global, para feixes e variedades de Fano." |
| 2015 | 2   |        | Maxim Kontsevich  | Rússia         | "Por trabalho de profundo impacto em uma vasta variedade de disciplinas matemáticas, incluindo geometria algébrica, teoria da deformação, topologia simplética, álgebra homológica e sistemas dinâmicos."     |
| 2015 | 3   |        | Richard Taylor    | Reino Unido    | |
| 2015 | 4   |        | Jacob Lurie       | Estados Unidos | |
| 2015 | 5   |        | Terence Tao       | Austrália      | "Por numerosas contribuições breakthrough em análise harmônica, combinatória, equações diferenciais parciais e teoria analítica dos números."                                                                 |
| 2016 | 6   |        | Ian Agol          | Estados Unidos | "Por contribuições espetaculares à topologia de baixa dimensão e teoria geométrica de grupos, incluindo trabalho sobre as soluções das conjecturas de tameness, virtually Haken and virtual fibering"         |
| 2017 | 7   |        | Jean Bourgain     | Bélgica        | "Por múltiplas contribuições transformativas em análise, combinatória, equações diferenciais parciais, geometria multi-dimensional e teoria dos números."                                                     |
| 2018 | 8   |        | Christopher Hacon | Reino Unido    | "Por contribuições transformacionais à geometria algébrica birracional, especialmente programa de modelo mínimo em todas as dimensões."                                                                       |
| 2018 | 9   |        | James McKernan    | Reino Unido    | "Por contribuições transformacionais à geometria algébrica birracional, especialmente programa de modelo mínimo em todas as dimensões."                                                                       |
| 2019 | 10  |        | Vincent Lafforgue | França         | "Por contribuições inovadoras para várias áreas da matemática, em particular para o programa Langlands no caso do campo funcional."                                                                           |
| 2020 | 11  |        | Alex Eskin        | Estados Unidos | "Por descobertas revolucionárias em dinâmica e geometria dos espaços módulo de diferenciais abelianos, incluindo a prova do "teorema da varinha mágica" com Maryam Mirzakhani."                               |
| 2021 | 12  |        | Martin Hairer     | Reino Unido    | "Por descobertas revolucionárias na teoria de análise estocástica, particularmente na teoria de estruturas de regularidade em equações diferenciais parciais estocásticas."                                   |
| 2022 | 13  |        | Takurō Mochizuki  | Japão          | "Por trabalho monumental levando a um breakthrough em nosso entendimento da teoria dos feixes com conecções planas sobre variedades algébricas, incluindo o caso de singularidades irregulares."              |

## New Horizons in Mathematics Prize
- 2016: Larry Guth, André Neves; como terceiro ganhador foi selecionado Peter Scholze, que recusou o prêmio.[14]
- 2017: Mohammed Abouzaid, Hugo Duminil-Copin, Ben Elias, Geordie Williamson
- 2018: Aaron Naber, Maryna Viazovska, Zhiwei Yun, Wei Zhang
- 2019: Chenyang Xu, Karim Adiprasito e June Huh, Kaisa Matomäki e Maksym Radziwill
- 2020: Tim Austin, Emmy Murphy, Xinwen Zhu[10]
- 2021
  - Bhargav Bhatt – "For outstanding work in commutative algebra and arithmetic algebraic geometry, particularly on the development of p-adic cohomology theories."
  - Aleksander Logunov – "For novel techniques to study solutions to elliptic equations, and their application to long-standing problems in nodal geometry."
  - Song Sun – "For many groundbreaking contributions to complex differential geometry, including existence results for Kähler–Einstein metrics and connections with moduli questions and singularities."

## Maryam Mirzakhani New Frontiers Prize
- 2021
  - Nina Holden – "For work in random geometry, particularly on Liouville quantum gravity as a scaling limit of random triangulations."
  - Urmila Mahadev – "For work that addresses the fundamental question of verifying the output of a quantum computation."
  - Lisa Piccirillo – "For resolving the classic problem that the Conway knot is not smoothly slice."